# Allison Pineau
Allison Pineau (Chartres, 2 de maio de 1989) é uma handebolista francesa, medalhista olímpica. Foi eleita a melhor jogador de handebol do mundo pela IHF em 2009.

## Carreira

### Rio 2016
Allison Pineau fez parte do elenco medalha de prata na Rio 2016, sendo a capitã. Para Pineau era a consagração que faltava para sua geração uma medalha olímpica para geração de handebol feminino.

## Clubes
- 2001–2003:  CM Aubervilliers
- 2003–2006:  Villemomble
- 2006–2009:  Issy les Moulineaux
- 2009–2012:  Metz Handball
- 2012–2013:  Oltchim Vâlcea
- 2013–2014:  ŽRK Vardar
- 2014–... :  RK Krim[3]

## Conquistas

### Individuais
- 2009 - Eleita a melhor center-back do Campeonato Mundial.[4]
- 2009 - Melhor jogador de handebol do mundo pela IHF

### Seleção Francesa
- 2005 - Medalha de bronze no Campeonato Europeu Junior;
- 2006 - 4º lugar no Campeonato Mundial Junior;
- 2009 -  Medalha de prata no Campeonato Mundial;
- 2011 -  Medalha de prata no Campeonato Mundial.